# Miguel de la Torre
Miguel de la Torre y Pando, I Conde de Torrepando (Bernales, Vizcaya, 1786-Madrid, 1843), fue un militar y político español que luchó en las guerras de independencia de Venezuela y Colombia como parte de la expedición encargada de sofocar la rebelión. De esta etapa destaca la victoria que obtuvo en la batalla de La Hogaza y que supuso un duro revés para los planes de Simón Bolívar, quien más tarde lo derrotaría en la decisiva batalla de Carabobo.
De la Torre ocupó, además, los cargos de Capitán General de Venezuela y Capitán General de Puerto Rico.

## Biografía

### Primeros años
Miguel de la Torre era hijo de Miguel de la Torre y Bernales y de María de Pando Ortiz. Nació en Bernales, Vizcaya, el 13 de diciembre de 1786 y fue bautizado el día 15. A los 14 años de edad se unió al ejército español como soldado y, cuatro años más tarde, entró en la Guardia de Corps.
Con el estallido de la Guerra de la Independencia Española se unió a la lucha contra los ejércitos napoleónicos. Finalizada la contienda, alcanzó el rango de coronel en 1814.

### Guerras de independencia en Nueva Granada y Venezuela
En 1815 fue asignado a la expedición militar dirigida por Pablo Morillo, que tenía por fin reconquistar Nueva Granada, en ese entonces reclamada por los independentistas.
Ascendido a brigadier después de la reconquista de Nueva Granada, De la Torre comandó un ejército en los Llanos de Colombia y Venezuela. Allí trató de defender Angostura, pero fue derrotado por las fuerzas de Manuel Piar en la batalla de San Félix, en abril de 1817. Más tarde, llevó a sus hombres a lo largo del río Orinoco, llegando al Océano Atlántico. Durante los siguientes tres años, continuó sirviendo al ejército español en Venezuela, logrando victorias en el Hato de la Hogaza (1817) y en la batalla de La Puerta y el Rincón de Los Toros (1818). Durante este período se casó con una criolla (española nacida en América), perteneciente a una de las más importantes familias venezolanas, María de la Concepción de la Vega y Rodríguez del Toro. Esta última era prima de Francisco Rodríguez del Toro, IV Marqués del Toro y de Fernando Rodríguez del Toro, hermana de José Manuel de la Vega Rodríguez del Toro, Caballero de la Orden de Calatrava, así como también prima de la esposa de Simón Bolívar, María Teresa Rodríguez del Toro y Alayza.
En 1820, fue nombrado gobernador (jefe político superior) y capitán general de Venezuela, cargo que ocupó hasta 1822. Participó en las negociaciones entre los generales Bolívar y Morillo que dieron por resultado el Armisticio de Trujillo, el cual estableció una tregua de seis meses y una regulación de las reglas de combate.
Tras la dimisión de Morillo y su posterior partida, De la Torre también recibió el mando supremo del ejército español compuesto, además de la oficialidad española y criolla, por veteranos de la guerras contra Napoleón y por un componente de mestizos. El 24 de junio de 1821 De la Torre fue derrotado en la decisiva batalla desarrollada en el campo de Carabobo.Sin embargo logra salvar parte del ejercito realista que se bate en retirada a Puerto Cabello. Esta acción sería clave para las fuerzas independentistas del general Bolívar y dejaría prácticamente sellada la independencia de la Gran Colombia. En diciembre de 1821 dirige la Campaña de Occidente logrando tomar Coro y su puertod de  La Vela. Al año siguiente, De la Torre regresa a Puerto Cabello donde fue reemplazado en sus funciones por el general Francisco Tomás Morales el 4 de julio de 1822.

### Capitán General de Puerto Rico
Entre 1823 y 1837 De la Torre ocupó los cargos de capitán general y gobernador de Puerto Rico, siendo quien más años estuvo al mando de la isla durante el período colonial. Junto con su intendente José Domingo Díaz, al que conocía de Venezuela, el objetivo principal de De la Torre fue la prevención de una rebelión en la isla, recurriendo tanto al despotismo como a la demagogia. Estableció así el llamado gobierno «de las Tres Bes»: baile, botella y baraja, pues según él, un pueblo entretenido no piensa en rebeliones. Rechazó el intento de invasión de Henry Ducoudray Wilson y reprimió las ideas liberales.
A pesar de la opresión de su gobierno, De la Torre fue un propulsor del desarrollo cultural y educativo del país. Durante su administración se construyó el Teatro Municipal (Teatro Tapia), se autorizó la fundación de 7 municipios y se fundó el Seminario Conciliar San Ildelfonso. Otro importante cambio administrativo de De la Torre fue el establecimiento de la Audiencia Territorial de apelaciones de Puerto Rico, lo que facilitó la administración de la justicia en la isla. También favoreció el desarrollo de la producción de azúcar a gran escala.
En 1834 fue nombrado Prócer del Reino y en 1836 se le concedió el título de Conde de Torrepando por los servicios prestados. En 1837 regresaría a España, estableciéndose en Madrid.

### Vuelta a España y últimos años
En 1841 fue nombrado Capitán General de Castilla la Nueva. Durante su mandato se desarrollaron los hechos graves del intento de rapto de Isabel II, perpetrado por ilustres militares y políticos con el objetivo de derrocar al regente Baldomero Espartero. Miguel de la Torre como capitán general abortó el complot y los conjurados fueron perseguidos, muchos de ellos capturados y sometidos a un consejo de guerra sumarísimo en el que fue sentenciado a ser fusilado el general Diego de León entre otros, a pie de cuya sentencia tenía obligación de firmar De la Torre por su condición. Sin embargo, dada la amistad entre ellos se negó a firmar, por lo que voluntariamente cesó en el cargo de Capitán General. El conde de Torrepando murió en Madrid el 27 de mayo de 1843 a los 56 años de edad.

## Batallas y campañas
| Lugar                                   | Fecha                                    | Suceso                                                            |
| --------------------------------------- | ---------------------------------------- | ----------------------------------------------------------------- |
| Virreinato de Nueva Granada             | 1 de septiembre de 1815                  | Desembarco para el Asedio de Cartagena (1815)                     |
| Virreinato de Nueva Granada en Casanare | 22 de junio de 1816                      | Combate de Upia (Pore): derrota al Coronel Manuel Roergas Serviez |
| Capitanía General de Venezuela          | 28 de enero de 1817                      | Batalla de Mucuritas                                              |
| Capitanía General de Venezuela          | 8 de octubre de 1816- 8 de julio de 1817 | Campaña de Guayana                                                |
| Capitanía General de Venezuela          | 2 de diciembre de 1817                   | Batalla de La Hogaza                                              |
| Capitanía General de Venezuela          | 16 de marzo de 1818                      | Batalla de La Puerta (1818)                                       |
| Capitanía General de Venezuela          | 24 de junio de 1821                      | Batalla de Carabobo (1821)                                        |
| Capitanía General de Venezuela          | 1822 - 1823                              | Defensa de Puerto Cabello                                         |